# Calle Paraguay
Paraguay es una calle de la ciudad de Buenos Aires, que nace desde Avenida Leandro N. Alem hasta la Avenida Dorrego que se inicia en la llamada zona centro de la Ciudad de Buenos Aires, Argentina.

## Características
Recorre los barrios de Recoleta y Palermo con dirección este-oeste.
Corre paralelamente a la Avenida Santa Fe, teniendo a 300 m numerosas estaciones de la Línea D de subterráneos.

## Recorrido
Nace a la altura de la Avenida Leandro N. Alem y finaliza en la Avenida Dorrego.
Atraviesa el barrio de Recoleta entre las calles Uruguay y Coronel Díaz. Al 2155 se encuentra la Facultad de Ciencias Médicas de la Universidad de Buenos Aires, frente a la Plaza Houssay, próximo también a las facultades de Odontología y de Farmacia y Bioquímica. En la cuadra siguiente se encuentra el Hospital de Clínicas José de San Martín.
| RMq | RMKRZ | RMq |

|  | KRZ | WALK |

|  | STR |

| RMq | RMKRZ | RMq |

| lNAT | STR |  |

|  | STR |

| lNAT | STR |  |

| RMCONTgq | RMKRZ | RMq |

|  | STR |

| ARCH | STR | lNAT |

| CONTgq | KRZ | STRq |

|  | STR | HOSPITAL |

|  | STR |

| RMq | RMKRZ | RMq |

| STRq | KRZ | CONTfq |

|  | STR | lNAT |

|  | STR |

| STRq | KRZ | CONTfq |

| CONTgq | TEEe | TEEa |

|  | HOSPITAL | STR |

| STRq | TEEa | TEEe |

| STRq | KRZ | CONTfq |

|  | STR |

| STRq | KRZ | CONTfq |

| RMq | RMKRZ | RMq |

|  | STR |

| CONTgq | KRZ | STRq |

|  | STR |

| BAHN | SKRZ-Gu |  |

| RMq | RMKRZ | RMq |

|  | STR |

| BAHN | RGq |  |

| STRq | TEEe | CONTfq |

## Toponimia
Lleva el nombre en honor a la vecina República del Paraguay.